# Čebine
Čebine este o localitate din comuna Trbovlje, Slovenia, cu o populație de 24 de locuitori.